# Euxoa chretieni
Euxoa chretieni är en fjärilsart som beskrevs av Charles Oberthür. Euxoa chretieni ingår i släktet Euxoa och familjen nattflyn. Inga underarter finns listade i Catalogue of Life.